# Gery Vargas
Gery Anthony Vargas Carreño (Oruro, 12 de marzo de 1981) es un árbitro de fútbol boliviano. Es internacional FIFA desde 2012.

## Trayectoria
Debutó en la Primera División de Bolivia el 6 de marzo de 2007 en el encuentro entre The Strongest y Destroyers (6-2).

## Internacional
Desde 2012, Vargas es árbitro FIFA. Vargas hizo su debut internacional en la Copa Sudamericana el 27 de agosto de 2014 en un partido de primera etapa entre el club chileno Cobresal y el club paraguayo General Díaz.
El 11 de junio de 2015, Vargas ofició su primer partido internacional sénior, un amistoso entre Brasil y Honduras. Él ofició su primera competición internacional el 17 de noviembre de 2015, un partido de clasificación para la Copa Mundial entre Venezuela y Ecuador.
Vargas hizo su debut de arbitraje en la Copa Libertadores el 18 de febrero de 2016, oficiando un partido de la segunda etapa entre el club mexicano Deportivo Toluca y el club brasileño Grêmio. Más tarde ese año, Vargas fue seleccionado como oficial para la Copa América Centenario, donde ofició un partido del Grupo B entre Ecuador y Haití el 12 de junio de 2016.
En 2017, Vargas fue seleccionado como árbitro para la Copa Mundial Sub-17 de la FIFA 2017 en India, donde ofició tres partidos.
El 30 de abril de 2018, Vargas fue seleccionado por la FIFA como uno de los árbitros asistentes de video para la Copa Mundial de la FIFA 2018 en Rusia, la primera Copa Mundial de la FIFA en utilizar esta tecnología. Vargas fue designado como el tercer asistente VAR en su primer partido de la Copa del Mundo entre Argentina e Islandia en el Grupo D.